# Umiejętności
Umiejętności (ang. skills) – przyswojona w procesie uczenia się zdolność do wykonywania zadań i rozwiązywania problemów właściwych dla dziedziny uczenia się lub działalności zawodowej.
Definicja dotyczy rozumienia terminu umiejętności odniesionego do ram kwalifikacji (Europejskiej Ramy Kwalifikacji – ERK i Polskiej Ramy Kwalifikacji – PRK). Definicja ta jest spójna z Zaleceniem Parlamentu Europejskiego i Rady z 23 kwietnia 2008 roku w sprawie ustanowienia europejskich ram kwalifikacji dla uczenia się przez całe życie.
Zgodnie z oficjalnym tłumaczeniem tego zalecenia umiejętności w ERK są rozumiane jako zdolność do stosowania wiedzy i korzystania z know-how w celu wykonywania zadań i rozwiązywania problemów. W kontekście ERK umiejętności określa się jako kognitywne (obejmujące myślenie logiczne, intuicyjne i kreatywne) oraz praktyczne (obejmujące sprawność i korzystanie z metod, materiałów, narzędzi i instrumentów).
Umiejętności powszechnie dzieli się także na miękkie (zdolności, które się posiada lub rozwija dzięki kontaktom społecznym) i twarde (zdolności, które wymagają wiedzy specjalistycznej i lat praktyki, często z użyciem narzędzi lub oprogramowania).